# Seth Johnson
Seth Art Maurice Johnson (Birmingham, Inglaterra, 12 de marzo de 1979) es un exfutbolista inglés, se desempeñaba como mediocampista. Se tuvo que retirar de forma prematura en 2007 debido a sus lesiones.

## Clubes
| Club            | País       | Año       | Partidos | Goles |
| Crewe Alexandra | Inglaterra | 1996-1999 | 91       | 6     |
| Derby County    | Inglaterra | 1999-2001 | 73       | 2     |
| Leeds United    | Inglaterra | 2001-2005 | 54       | 4     |
| Derby County    | Inglaterra | 2005-2007 | 57       | 4     |

- Datos: Q887542
- Multimedia: Seth Johnson / Q887542